# Odontomachus biumbonatus
Odontomachus biumbonatus är en myrart som beskrevs av Brown 1976. Odontomachus biumbonatus ingår i släktet Odontomachus och familjen myror. Inga underarter finns listade i Catalogue of Life.